# Villanova sull’Arda
Villanova sull’Arda (emilián nyelven Vilanöva) település Olaszországban, Emilia-Romagna régióban, Piacenza megyében. Lakosainak száma 1669 fő (2023. január 1.). Villanova sull’Arda Besenzone, Busseto, Castelvetro Piacentino, Cortemaggiore, Monticelli d’Ongina, Polesine Zibello, San Pietro in Cerro és Stagno Lombardo községekkel határos.

## Népesség
A település lakossága az elmúlt években az alábbi módon változott:
| Lakosok száma | 1769 | 1728 | 1669 |
|               | 2017 | 2018 | 2023 |